# Бадретдинов, Ульфат Шайхутдинович
Ульфат Шайхутдинович Бадретдинов (21 января 1957 года, Алтаево, Бураевский район, Башкирская АССР) — удмуртский прозаик, журналист, член Союза писателей России. C июля 1995 года — главный редактор детского литературно-художественного иллюстрированного журнала «Кизили» на удмуртском языке. Лауреат премии Правительства Удмуртской Республики в области литературы (2016).

## Творчество
С детства проявлял интерес к написанию рассказов, заметок для газет. Был юным корреспондентом газеты «Дась лу!». В дальнейшем его произведения публиковались в журналах «Рабоче-крестьянский корреспондент», «Миша», «Мурзилка», «Луч». Отдельные его рассказы переведены на башкирский, татарский, коми, коми-пермяцкий, карельский языки. Более десяти рассказов включены в учебники и пособия по удмуртскому языку и литературе.
В 2007 году У. Бадретдинов за заслуги в области образования награждён нагрудным знаком «Почётный работник общего образования Российской Федерации», ему присвоено почётное звание «Заслуженный работник культуры Удмуртской Республики».